# Litiumsulfat
Litiumsulfat är svavelsyrans litiumsalt.

## Framställning
Litiumsulfat tillverkas genom att behandla litiumkarbonat (Li2CO3) med svavelsyra (H2SO4).
{\displaystyle {\rm {Li_{2}CO_{3}+H_{2}SO_{4}\rightarrow Li_{2}SO_{4}+H_{2}O+CO_{2}}}}

## Användning
Det säljs som läkemedel mot bipolär sjukdom under varunamnet Lithionit.